# Prix Maria-et-Eric-Muhlmann
Le prix Maria-et-Eric-Muhlmann est remis par l'Astronomical Society of the Pacific chaque année depuis 1995 pour des observations significatives rendues possibles par des innovations dans l'instrumentation astronomique, le logiciel ou l'infrastructure d'observation.

## Lauréats
- 1991 - René Racine
- 1995 - Steven S. Vogt
- 1996 - Robert Tull
- 1997 - Edward Nather
- 1998 - Samuel C. Barden
- 1999 - Barry Lasker
- 2000 - Peter Stetson
- 2001 - Keith Taylor
- 2002 - François Roddier
- 2003 - Rodger Thompson
- 2004 - John H. Lacy
- 2005 - Robert Lupton
- 2006 - Michael Skrutskie et l'équipe du 2MASS
- 2007 - Harold A. McAlister
- 2008 - Karl Glazebrook et Jean-Charles Cuillandre
- 2009 - L'équipe de la mission Swift et Joss Bland-Hawthorn
- 2010 - L'équipe du télescope spatial Spitzer
- 2011 - Gáspár Bakos